# اکسید ید

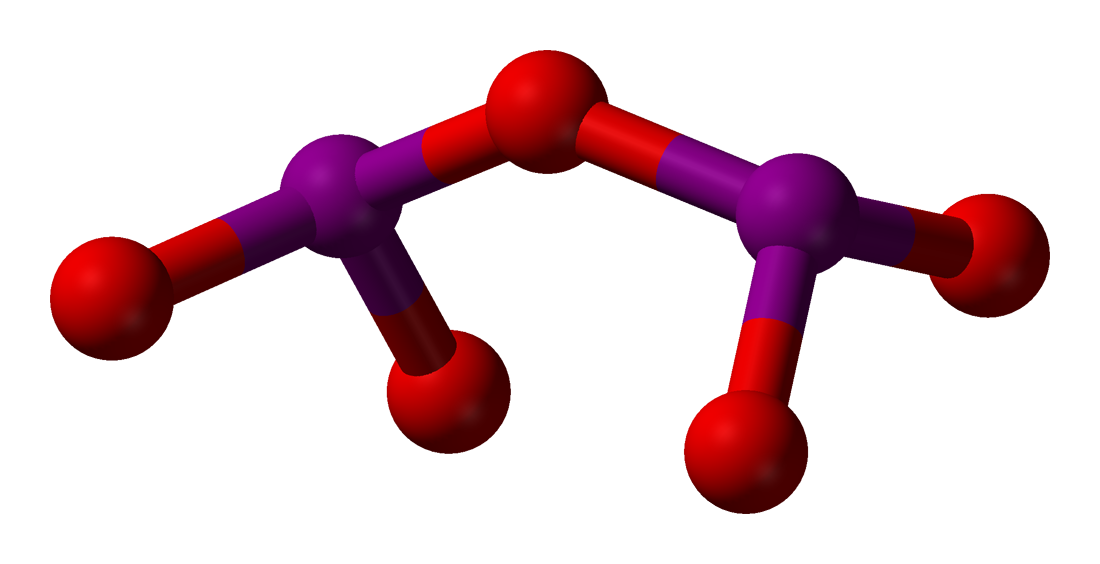
دی‌ید پنتوکسید

اکسید ید (انگلیسی: Iodine oxide) به هر ترکیبی گفته می‌شود که در فرمول شیمیایی آنها حاوی ید و اکسیژن باشد. رایج‌ترین اکسیدهای ید عبارتند از:
۱. پنتوکسید ید (I2O5): یک جامد کریستالی سفید رنگ که بسیار واکنش پذیر است و یک عامل اکسید کننده قوی است.
۲. تری اکسید ید (IO3): یک جامد زرد رنگ که به عنوان عامل اکسید کننده و معرف برای تشخیص نشاسته استفاده می‌شود.
۳. دی اکسید ید (IO2): یک جامد سیاه مایل به قهوه ای که هنگام گرم شدن ید در حضور اکسیژن تشکیل می‌شود.
۴. تتروکسید ید (I2O4): یک جامد قهوه ای تیره که به عنوان معرف برای تعیین ید در محلول‌ها استفاده می‌شود.
اکسیدهای ید ترکیبات معدنی مهمی هستند که به‌طور گسترده در صنایع مختلف شیمیایی، آزمایشگاه‌های تحقیقاتی و کاربردهای پزشکی استفاده می‌شوند.